# آرال-پیغمبر
آرال-پیغمبر {{ازبکی|Aral-Paygambar) یک جزیره رودخانه‌ای در ازبکستان است که در ولایت سرخان‌دریا واقع شده‌است.